# Railowsky
Railowsky és el nom d'una llibreria i sala d'exposicions de fotografia, de la ciutat de València (Espanya), que es va fundar l'any 1985. En complir 25 anys, la Universitat Politècnica de València va publicar un llibre monogràfic ressenyant la important labor realitzada, que inclou més de 200 exposicions, que la fa un referent cultural al País Valencià.

## Nom
El nom "Railowsky" es va prendre del cartell que apareix en una fotografia d'entreguerres de Henri Cartier-Bresson, en la qual un home està saltant sobre un toll. En realitat la paraula Railowsky està incompleta a la foto de Cartier-Bresson, perquè li falta una lletra "B" inicial. El cartell anunciava al pianista Brailowsky, especialitzat a interpretar composicions musicals de Chopin.

## Activitats
Entre les exposicions realitzades, a la sala valenciana, destaquen les d'autors com: Alberto Schommer, Ramon Masats, Xavier Miserachs, Bernard Plossu, Juan Manuel Díaz Burgos, Xurxo Lobato, Koldo Chamorro, Juan Manuel Castro Prieto, Franco Fontana, Tina Modotti, Juan Rulfo,...
Com a llibreria, l'any 2005 va rebre el premi de la Generalitat Valenciana a la Difusió del llibre i la promoció de la lectura. La seva principal especialització és en llibres d'imatge i comunicació: fotografia, cinema, periodisme, televisió i vídeo, il·lustració i disseny, art i poesia. Com a espai multiusos, realitza presentacions de llibres, vetllades poètiques, projeccions cinematogràfiques, concerts de música, i cursos de fotografia digital.
L'any 2009 es va crear l'associació cultural -sense ànim de lucre- “Amics de Railowsky”, amb la finalitat de potenciar les activitats culturals que realitza Railowsky.

## DocumentalUniverso Railowsky
Es tracta d'un llargmetratge documental realitzat en clau d'humor sobre les aventures i desventures d'un llibreter a València. A través de la història d'un dia en Railowsky es van desgranant els eterns dubtes del llibreter (Juan Pedro Font de Mora) sobre la conveniència de seguir en aquest negoci complicat de mantenir. Al llarg del documental diferents personatges del món de la fotografia i el llibre animen a Juan Pedro a seguir endavant. Participen en aquest, els fotògrafs Alberto García-Alix, Chema Madoz, Alberto Schommer i Bernard Plossu. També participa la directora de la Fundació Cartier–Bresson.